# 竹浪正造
竹浪 正造（たけなみ まさぞう、1918年6月4日 - 2017年10月12日）は日本の絵日記作家、元青森県北津軽郡鶴田町議会議員。
1954年12月、2歳になった自身の長男のやんちゃな発想や行動を記録しようと、絵日記をつけ始める。以降、1日も欠かさずに続け、2011年10月現在、その数は大学ノートで2300冊ほどに達している。

## 来歴
青森県北津軽郡鶴田町生まれ。1936年に県立木造中学校を卒業し、翌1937年に南満州鉄道に入社。その後関東軍に入隊し、招集を受けて朝鮮で鉄道建設作戦にあたる。1937年9月に帰国。1946年から1987年まで東北電力、東北電広社に勤務。鶴田町議会議員を4期、16年10カ月務める。勲六等瑞宝章、瑞宝双光章を受賞している。
2017年10月12日、老衰のため死去。

## エピソード
- 1989年、光り輝く頭を特長と捉え、親睦を深めあおうという鶴田町の「ツル多はげます会」を創設。この会は、しばしばマスコミの取材を受ける。
- 2011年5月11日、ナニコレ珍百景で自身の絵日記が紹介される。たまたま電車内でその放送をワンセグで見ていた廣済堂出版社員が、絵と笑顔に魅力を感じ、次の駅で降りて本人に連絡。その場で出版を打診した。
- 2011年10月5日、ナニコレ珍百景の特別番組で絵日記の出版が伝えられると、一晩でAmazon.co.jpや楽天ブックスでベストセラー（総合）1位に急上昇。発売1週間後には12万部を突破[2]、1カ月後には26万部を突破した[3]。

## 主な作品
- 『春秋漫歩　－漫画絵日誌18年－』（1973年5月1日、竹正漫画集出版委員会）
- 『はげまして はげまされて ～93歳正造じいちゃん56年間のまんが絵日記～』（2011年10月4日、廣済堂出版） ISBN 978-4331515815
- 『一生一途に』（2012年8月1日、廣済堂出版） ISBN 978-4331516546
- 『94歳正造じいちゃん 57年間のまんが絵日記カレンダー』（2012年10月23日、廣済堂出版） 978-4331252680
- 『ハゲ川柳』（2016年8月16日、河出書房新社） 978-4309024912